# Râul Gomușa
Râul Gomușa este un curs de apă, afluent al râului Ungureni. 